# 青木敏郎
青木 敏郎（あおき としろう、1947年 - ）は、日本の洋画家。京都市生まれ。リアリズムの作風と、ヨーロッパの古典絵画の技法を現地での研究をもとに追求し続ける画家。

## 略歴
1973年、東京造形大学を卒業。中村正義の援助にて留学、ベルギーヘントのロイヤルアカデミーに在籍、その後1978年までオーストリア、オランダ、他に滞在する。
1980年、京都市立芸術大学講師となる(以後1983年まで)。
1981年、東京セントラル美術館油絵大賞展で佳作賞受賞。
1982年、第25回安井賞展入選、賞候補に上がる。
1983年、東京セントラル美術館油絵大賞展招待。
1984年、第27回安井賞展入選　渡欧。オーストリア、ウィーンの美術史美術館にてフェルメールの「画家のアトリ
エ」、オランダ、デン・ハーグのマウリッツハイス美術館にてフェルメールの「デルフト眺望」を模写。
ダーレム美術館にてハンス・ホルバインの「ゲオルグ・ギーツェの肖像」を模写する。以後1986年帰国。
1988年に『青木敏郎画集』を求龍堂より刊行した。10年後の1998年にはその第2集も刊行している。
1991年、個展（京都･山総美術､東京セントラル絵画館～’92年）
1992年、「現代のリアリズム絵画展」　(日本橋三越本店’94､’97､’00)
1993年、小磯良平大賞展
個展（日本橋三越本店、大阪､岡山､広島他巡回’94）
1994年奈良県立美術館「輝くメチエ : 現代油彩画の写実・細密表現 : 青木敏郎・大屋英雄・野田弘志・原雅幸・森本草介」展参加。同年「現代絵画の断面」展（京都文化博物館）。
1995年、「洋画の展望─具象絵画表現を中心に」展（福井県立美術館）
2003年、個展（日本橋三越本店、大丸心斎橋店、大丸京都店）。
2007年、「両洋の眼展」で両洋の眼河北倫明賞受賞。
2008年、個展（名古屋三越・高松三越）。
2009年、「青木敏郎の世界展　光と影─古典への憧憬」（諏訪市美術館）。
2010年、個展（髙島屋の東京・京都・大阪・岐阜・名古屋・横浜）。
2011年、個展、天満屋美術部創部80週年記念（天満屋の岡山本店・天満屋八丁堀店・福山店）。セレニテの会（JR大阪三越伊勢丹(現在はルクア1100が建つ)､日本橋三越本店､福岡･岩田屋三越）。
2012年、個展（そごう・西武、そごう横浜店）。同年 「共鳴／主張する個性～現代洋画家10人～」展参加。他は池口史子、入江観、大沼映夫、林敬二、佐藤泰生、櫃田伸也、小杉小二郎、酒井信義、諏訪敦、(諏訪市美術館)。
2014年個展（三越の日本橋・名古屋三越・大阪・福岡）。
2016年、「Timeless 2016 伝統の展開とその美意識」（高島屋京都店､東京日本橋､大阪店､横浜店‘19）
2018年「ー日本画･洋画ー巨匠展2018」（日本橋三越本店、以後毎年開催）。   
2020年、「～緻密・情感・秩序・継承～青木敏郎展」(日本橋三越)。